# Grb Egipta
Grb Egipta (arabsko شعار مصر‎) upodablja planinskega orla zlate barve, ki gleda na levo stran iz smeri opazovalca.

## Zgodovina
Saladinov orel se je prvič pojavil v egiptovski revoluciji leta 1952. Današnji grb je bil predstavljen v Mubarakovi dobi leta 1984. V egiptovski revoluciji leta 2011 se je orla začelo povezovati z Mubarakovo vladavino. Mehrez (2012) opisuje grafite, kjer je Saladinov orel obrnjen na glavo, kar predstavlja poziv k padcu režima.

## Videz
»Saladinov orel« drži ploščo na kateri je napisano ime države v arabščini Gumhūriyyat Miṣr al-ʿArabiyyah (»Arabska Republika Egipt«). Orel na prsih nosi ščit z barvami državne zastave, vendar so te navpično razvrščene, za razliko od zastave, na kateri so vodoravne. Na zastavi je orel le zlate in bele barve. Med združitvijo s Sirijo v Združeno Arabsko Republiko (1958–1961) in deset let kasneje sta se na beli površini orlovega ščita pojavili še dve zeleni zvezdi iz takratne zastave. Med leti 1972–1984 je orla zamenjal zlati Quarishov sokol, ki je bil simbol takratne Federacije arabskih republik.